# Wibo van de Linde
Willem Boudewijn (Wibo) van de Linde (Amsterdam, 25 december 1938 – Nijemirdum, Zuid-West Friesland , 12 juli 2018) was een Nederlands journalist en programmamaker.

## Loopbaan
Van de Linde ging na zijn jeugd in Heemstede economie studeren in Groningen, maar brak die studie snel af. Na diverse korte banen en zijn militaire dienst kon hij in 1961 aan de slag bij het Amerikaanse persbureau UPI. Van 1963 tot 1968 was hij redacteur en verslaggever voor het NTS Journaal (later NOS Journaal).
In 1969 stapte hij over naar AVRO Televizier, waar hij een collega was van onder meer Jaap van Meekren, Ria Bremer, Ferry Hoogendijk en  G.B.J. Hiltermann. In 1972 werd hij woordvoerder voor het Hoge Commissariaat voor de Vluchtelingen van de Verenigde Naties en maakte reizen naar Azië en Afrika.
In 1974 werd Van de Linde hoofd informatieve programma's van de TROS. Hij bedacht de formule van het televisieprogramma TROS Aktua, waaraan in die tijd Ivo Niehe en Yvonne Habets meewerkten. Aktua maakte in die tijd furore met onthullingen over de oorlogsmisdadiger Pieter Menten. Van de Linde kruidde het programma met een pittige rechtse stellingname.
Hij maakte suggestieve reportages, o.a. over communistische infiltratie in de vredesbeweging en hield een onversneden pleidooi voor de plaatsing van kruisraketten. Hierom werd hij zowel verguisd als geprezen.
In 1984 volgde Van de Linde Siebe van der Zee op als directeur radio en televisie van de AVRO. Dat leidde daar tot onder meer het vertrek van Jaap van Meekren naar Veronica, en van Burny Bos naar de VPRO. Hij reorganiseerde de AVRO en begon aan een vergeefs commercieel avontuur. In 1985 kwam hij in het nieuws door het verhaal dat staatssecretaris Henk Koning (financiën) zich op zijn verzoek persoonlijk met zijn belastingaangifte zou hebben bemoeid.
In 1989 keerde hij de omroepwereld de rug toe en werd directielid bij het adviesbureau James Martin Strategy. Drie jaar later wendde hij zijn steven naar Joop van den Ende en werd hij diens manager in Duitsland. Endemol Duitsland maakte hij tot de belangrijkste buitenlandse tak van het amusementsconcern. De laatste jaren was Van de Linde bestuurslid van Endemol en daarnaast directeur van de Postcode Loterij.
Voor de Europese Parlementsverkiezingen van 22 mei 2014 stond Van de Linde op de lijst van 50PLUS.
In 2014 werd Van de Linde door Lenie 't Hart, een vriendin van hem, aangesteld als interim-manager bij Zeehondencrèche Pieterburen. 't Hart probeerde hiermee weer meer invloed te krijgen in de beleidsvorming van de crèche, wat direct tot grote spanning onder het personeel leidde. Na een staking van het personeel werd Van de Linde uiteindelijk gedwongen op te stappen.

## Kinderen
Wibo van de Linde was de vader van politiek adviseur ("spindoctor") Kay van de Linde en van Haitske van de Linde, die bij de Tweede Kamerverkiezingen van 2003 de lijsttrekker van Leefbaar Nederland was.